# Institut des Amériques
 (septembre 2016).
Si vous disposez d'ouvrages ou d'articles de référence ou si vous connaissez des sites web de qualité traitant du thème abordé ici, merci de compléter l'article en donnant les références utiles à sa vérifiabilité et en les liant à la section « Notes et références ».
L'Institut des Amériques (IdA) est un réseau d'enseignement supérieur, de recherche et de coopération internationale qui fédère les études françaises sur le continent américain en sciences humaines et sociales. Son organisation en réseau lui permet d’associer enseignants, chercheurs, professionnels de l’information scientifique, partenaires non universitaires issus de milieux économiques, politiques, culturels et médiatiques.
L’Institut des Amériques valorise différentes approches scientifiques dans une optique comparatiste, transaméricaine et transdisciplinaire, contribuant ainsi à l’émergence de nouvelles problématiques et à l’affirmation de l’excellence française de la recherche et de l’enseignement supérieur.

## Histoire
Le projet de créer l’Institut des Amériques est né à la fin des années 1990 autour de l'Institut des hautes études d'Amérique latine (IHEAL) et des centres d'études nord-américanistes de l'Université Sorbonne Nouvelle - Paris 3. En mars 2007, grâce au soutien du ministère de l'Enseignement supérieur et de la Recherche, du ministère des Affaires étrangères et européenne, il a été constitué par le Centre national de la recherche scientifique (CNRS), sous la forme d’un Groupement d'intérêt scientifique (GIS).
Ses sept membres fondateurs sont le CNRS, l’Université Sorbonne Nouvelle, l’Université Rennes 2, l’Université Toulouse - Jean Jaurès, l’École des hautes études en sciences sociales, l’Institut de recherche pour le développement et Institut d'études politiques de Paris. L’Institut des Amériques fonctionne maintenant sous la tutelle du CNRS, et est porté par le CNRS, le Ministère de l’Enseignement Supérieur, de la Recherche et de l’Innovation, le Ministère de l’Europe et des Affaires Étrangères, l’Université Sorbonne Nouvelle et le Campus Condorcet.
Jusque fin 2010, l’IdA a fonctionné dans les locaux de l'IHEAL, avec l'appui de ses personnels et de ceux du CREDA (Centre de recherche et de documentation des Amériques), avant de devenir une structure indépendante et de disposer de locaux propres. Depuis 2019, l’IdA est hébergé au Campus Condorcet à Aubervilliers.

## Domaines de compétences

### La recherche et les publications
Réseau unique en Europe, l'IdA soutient des études pluridisciplinaires et transaméricaines qui recouvrent l'ensemble du continent américain, permettant ainsi l'émergence de nouvelles problématiques en sciences humaines et sociales.
L'Institut des Amériques développe depuis 2012, en partenariat avec les Presses Universitaires de Rennes, la collection Des Amériques, qui offre une variété d’ouvrages d’un haut niveau scientifique dans le champ des sciences sociales. 
L’Institut des Amériques publie également, depuis 2011, une revue numérique en ligne, IdeAs. Idées d’Amériques, en libre accès sur la plateforme OpenEdition Journals, afin de privilégier un dialogue nord-sud dans les recherches menées sur les Amériques en sciences humaines et sociales. Chaque numéro présente un dossier thématique transaméricain ; une rubrique Entretiens ; une rubrique Eclairages qui met l'accent sur un sujet lié à une actualité des Amériques ; et une section de comptes rendus d'ouvrages récemment publiés sur les Amériques.
L’Institut des Amériques organise régulièrement avec ses différents partenaires institutionnels des manifestations scientifiques : séminaires, colloques ou encore son Congrès biennal.

### La valorisation de la recherche
L’Institut informe la communauté scientifique et accompagne les chercheurs dans l'appropriation des outils d'information et de communication.
Il assure via son site Internet et ses réseaux sociaux, la promotion de la production scientifique sur les Amériques et la diffusion de l'actualité du monde de la recherche.

### Les relations internationales
L’une des dimensions essentielles de l’IdA est sa projection internationale sur le continent américain. L’Institut a pour cela mis en place douze pôles internationaux dans les Amériques, afin d'assurer la diffusion de la recherche française sur les Amériques et la promotion de l’enseignement supérieur français.

### Les partenariats
L’IdA travaille au rapprochement du monde universitaire américaniste avec les acteurs du monde politique, diplomatique, économique et médiatique d'Europe et des Amériques. Il organise des rencontres afin d’apporter des éclairages scientifiques et des clés de compréhension à divers phénomènes d’actualité américains.

## Structure
La gouvernance est assurée par :
1. Le Conseil de Groupement, qui décide des orientations de l’IdA. Il est composé d’un membre de chaque institution du réseau et se réunit une fois par an. Le ministère de l’Enseignement supérieur, de la Recherche et le l’Innovation, et le ministère de l’Europe et des Affaires étrangères sont invités de manière permanente aux réunions du conseil.
2. Le Bureau, qui assure l'administration de l'IdA. Il se réunit une fois par mois : les membres du bureau sont des enseignants-chercheurs élus par le conseil de groupement et sont mandatés par celui-ci pour le représenter. Ils assurent la responsabilité de la mise en œuvre des décisions du conseil de groupement et de l’utilisation des moyens mis à la disposition de la structure. L’IdA et son bureau ont été présidés par Yves Saint-Geours entre 2017 et 2023, puis par Françoise Moulin Civil depuis 2023.
3. Le conseil scientifique qui définit la politique scientifique de l'IdA à l'occasion de deux réunions annuelles. Il est composé de vingt-cinq membres choisis pour l’excellence de leur parcours et leur autorité scientifique, répartis en quatre commissions : international, recherche, valorisation et partenariats[6].

## Pôles régionaux et réseau
Les pôles régionaux Nord-est, Ouest, Sud-ouest, Sud-est structurent le réseau des institutions membres.

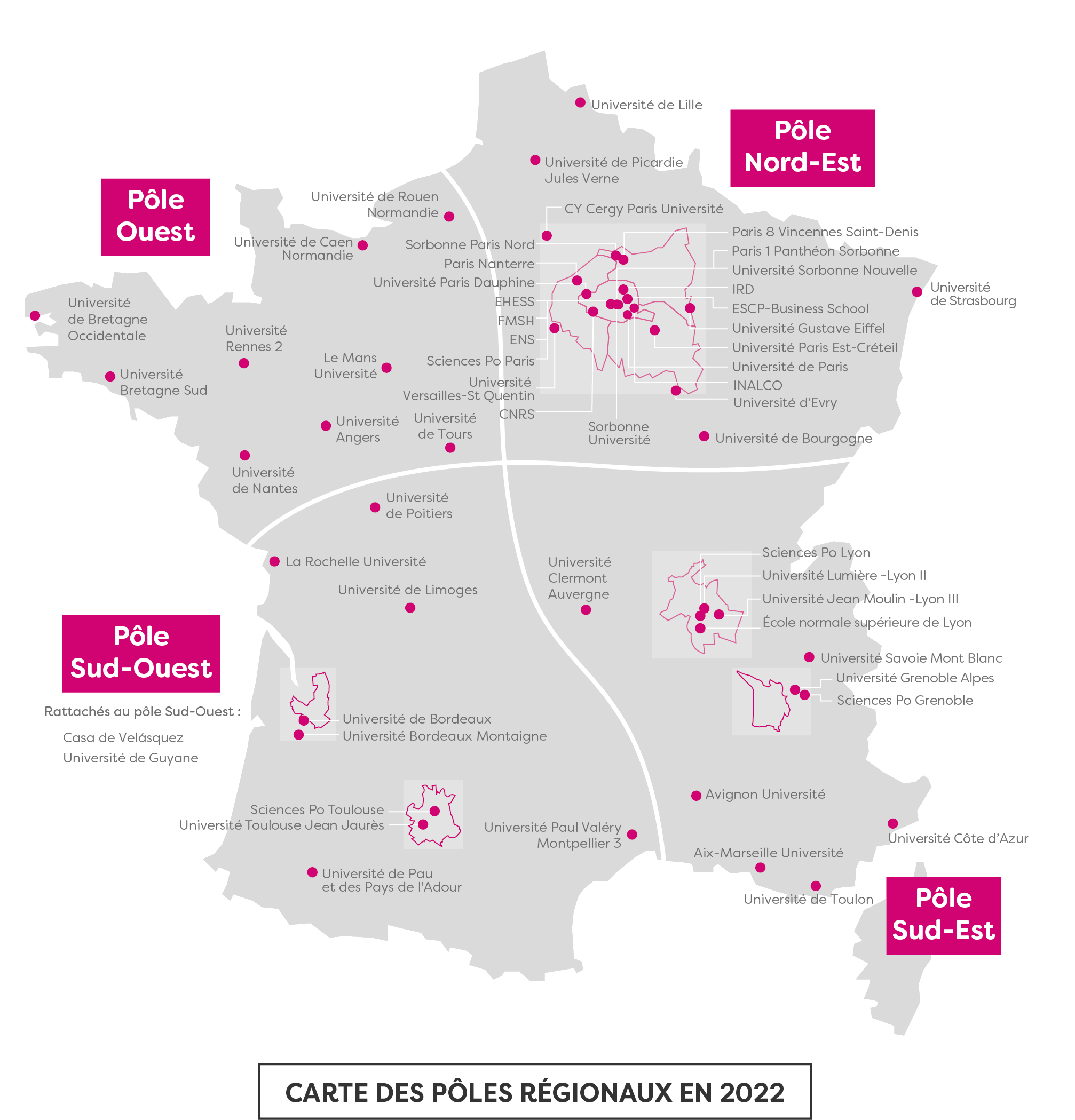

Ces pôles ont pour mission de mettre en relation les acteurs de la recherche transaméricaine répartis dans les différentes universités qui s’y rattachent.
Ces pôles sont composés des 59 membres du réseau de l'Institut des Amériques : 
| Aix-Marseille Université                           | Avignon Université                         | Casa de Velazquez                        |
| CEMCA                                              | CNRS                                       | CY Cergy Paris Université                |
| EHESS                                              | École Normale Supérieure                   | École Normale Supérieure de Lyon         |
| ESCP Business School                               | FMSH                                       | IFEA                                     |
| INALCO                                             | IRD                                        | La Rochelle Université                   |
| Le Mans Université                                 | Nantes Université                          | REDIAL                                   |
| Sciences Po Grenoble                               | Sciences Po Lyon                           | Sciences Po                              |
| Sciences Po Toulouse                               | Sorbonne Université                        | Université d'Angers                      |
| Université Bordeaux Montaigne                      | Université de Bretagne Occidentale         | Université Bretagne Sud                  |
| Université Clermont Auvergne                       | Université Côte d'Azur                     | Université de Bordeaux                   |
| Université de Bourgogne                            | Université de Caen Normandie               | Université de Guyane                     |
| Université de Lille                                | Université de Limoges                      | Université de Pau et des Pays de l'Adour |
| Université de Picardie Jules Verne                 | Université de Poitiers                     | Université de Rouen Normandie            |
| Université de Strasbourg                           | Université de Toulon                       | Université de Tours                      |
| Université de Versailles Saint-Quentin-en-Yvelines | Université d'Évry                          | Université Grenoble Alpes                |
| Université Gustave Eiffel                          | Université Jean Moulin Lyon 3              | Université Lumière Lyon 2                |
| Université Paris 1 Panthéon Sorbonne               | Université Paris 8 Vincennes - Saint-Denis | Université Paris Cité                    |
| Université Paris Nanterre                          | Université Paris-Est Créteil               | Université Paul-Valéry Montpellier 3     |
| Université Rennes 2                                | Université Savoie Mont Blanc               | Université Sorbonne Nouvelle             |
| Université Sorbonne Paris Nord                     | Université Toulouse Jean Jaurès            |                                          |

## Pôles internationaux
L'IdA dispose de douze pôles implantés dans les Amériques. Ces pôles sont coordonnés par les lauréats des contrats doctoraux fléchés « Institut des Amériques » qui ont pour missions :
- De diffuser et promouvoir la recherche et l’enseignement supérieur français sur les Amériques,
- D’être un lieu d’échange entre les spécialistes d’Europe et d’Amériques,
- De promouvoir les activités des membres du réseau IdA et la politique scientifique de l’IdA.

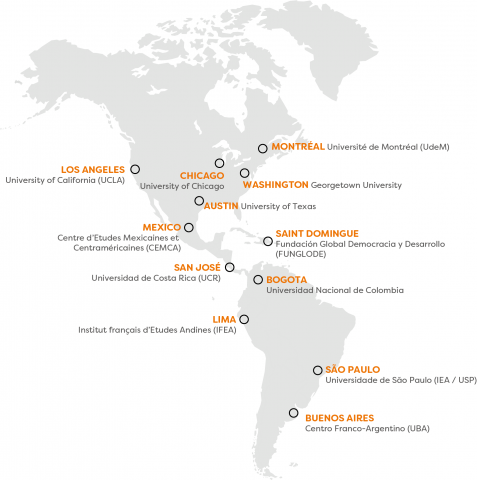

Les douze pôles internationaux sont établis dans des institutions partenaires dans les Amériques :
- Le pôle Amérique Centrale à l’Universidad de Costa Rica (San José, Costa Rica) ;
- Le pôle andin Bogota à l’Universidad Nacional de Colombia (Bogota, Colombie) ;
- Le pôle andin Lima à l’Institut Français d’Études Andines (Lima, Pérou) ;
- Le pôle Brésil à l’Universidade de São Paulo (São Paulo, Brésil) ;
- Le pôle Canada à l’Université de Montréal (Montréal, Canada) ;
- Le pôle Californie à l’University of California – Los Angeles (Los Angeles, États-Unis) ;
- Le pôle Caraïbe à la FUNGLODE (Saint-Domingue, République Dominicaine) ;
- Le pôle Chicago à l’University of Chicago (Chicago, États-Unis) ;
- Le pôle Cône Sud à l’Universidad de Buenos Aires (Buenos Aires, Argentine) ;
- Le pôle Mexique au CEMCA (Mexico, Mexique) ;
- Le pôle Texas à l’University of Texas at Austin (Austin, États-Unis) ;
- Le pôle Washington à Georgetown University (Washington DC, États-Unis)[7].